# Javaris Crittenton
Javaris Crittenton, né le 31 décembre 1987 à Atlanta (Géorgie), est un joueur de basket-ball américain qui évolue au poste de meneur.

## Biographie

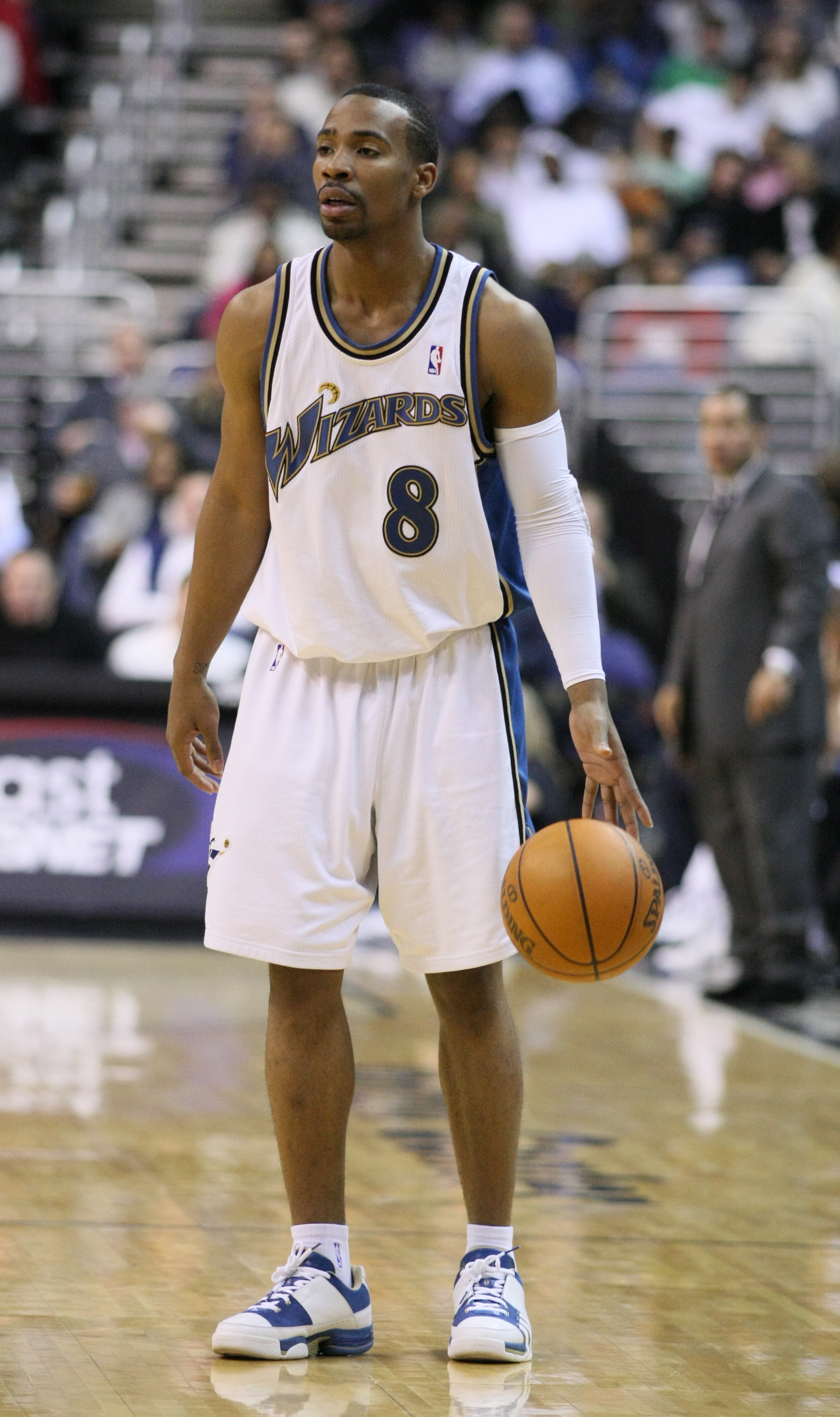
Crittenton sous le maillot des Wizards

Au lycée Southwest Atlanta Christian Academy, il joue avec le futur All-Star NBA, le pivot Dwight Howard.

### Carrière sportive
Meneur de jeu très athlétique, Crittenton entre à l'université de Georgia Tech en 2006. Son arrivée chez les Yellow Jackets, ainsi que celle de Thaddeus Young, suscitent un vent d'enthousiasme sur le campus, l'Université n'ayant pas eu un meneur de ce calibre depuis le départ de Stephon Marbury en 1995.
En première année, il marque plus de 14 points et fait près de 6 passes décisives par match. Georgia Tech se qualifie pour le tournoi final NCAA, mais se fait battre dès le premier tour par les UNLV Rebels. Crittenton s'inscrit à la Draft de la NBA, où les Lakers le sélectionnent au 1er tour, en 19e position.
Il commence sa première saison en tant que 3e meneur des Lakers derrière Derek Fisher et Jordan Farmar. En février 2008, il fait partie de l'échange réalisé entre les Lakers et les Grizzlies de Memphis, échange dont le fait majeur est l'acquisition par les Lakers de Pau Gasol.
Le 10 décembre 2008, les Wizards qui sont en manque de meneur depuis la blessure de Gilbert Arenas réalisent un transfert à trois équipes duquel ils obtiennent le vétéran Mike James et Crittenton.

### Faits divers
En mars 2010, il est suspendu pour une durée d'un an par le Commissionnaire de la NBA David Stern. Cette suspension fait suite à une confrontation avec son coéquipier Gilbert Arenas impliquant des armes à feu dans le vestiaire de la salle des Wizards.
En avril 2013, il est inculpé pour le meurtre de Julian Jones, 22 ans et mère de 4 enfants. Il plaide finalement coupable pour le meurtre de Julian Jones et est condamné à 23 ans de prison le 29 avril 2015.
En janvier 2014, il est arrêté et accusé de faire partie d'un réseau de vente de drogue dans la région d'Atlanta. Crittenton est libéré le 21 avril 2023 après une réduction de peine.
En 2025, Netflix consacre un épisode de la série documentaire : L'Envers du sport nommé « Tirs en suspension » (Untold: Shooting Guards en anglais, saison 5 épisode 1) sur les faits.